# Peter von Heidenstam

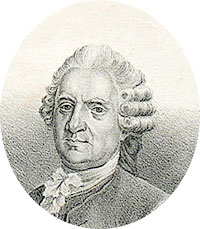
Peter von Heidenstam

Peter von Heidenstam, auch Petersen, (getauft am 14. August 1708 in Heide; † 8. Januar 1783 in Stockholm) war ein Chirurg und Physikus.

## Leben und Wirken
Peter von Heidenstam war ein Sohn des Kauf- und Handelsmanns Hanß Peter (* ca. 1675; † vermutlich 1729 in Heide) und dessen Ehefrau Christiane, vermutlich geborene Voss, die wahrscheinlich 1714 in Heide starb. Er lernte das Handwerk des Barbiers bei Matheus Tauerent, der Meister des Barbieramtes von Heide war. 1726 bestand er die Gesellenprüfung. Danach ging er, wie vorgeschrieben, auf Wanderschaft und zog über Lübeck nach Kopenhagen. Beim Meister des dortigen Barbieramtes namens Claessen lernte er 1726 als Geselle.
Neben der Tätigkeit bei Claessen erhielt von Heidenstamm eine Ausbildung in Anatomie und Chirurgie bei Simon Crüger im anatomischen Theater der Barbierzunft. Crüger stieg zehn Jahre später zum Generaldirektor der Chirurgie des dänischen Königreichs auf. Von Heidenstam besuchte darüber hinaus Vorlesungen bei Johannes de Buchwald. Gemäß schwedischen Dokumenten reiste er nach England, Spanien und Nordafrika und arbeitete dabei ggf. als Schiffschirurg.
Um 1730 praktizierte von Heidenstam als Geselle des Barbierchirurgen Schnelle in Kiel. 1734 besuchte er das Collegium medicum in Heide, das sich dort auf Anweisung der gottorfischen Kieler Verwaltung befand. Hier bestand er eine Prüfung und schrieb sich noch im selben als Student der Medizin am Collegium medico-chirurgicum in Berlin ein. 1736 wurde er vermutlich in Frankfurt an der Oder zum Dr. med. promoviert. Die hochfürstliche Regierung in Kiel berief ihn 1737 zum Physicus von Neustadt.
Der Lübecker Fürstbischof Adolph Friedrich protegierte von Heidenstam, der dadurch am 18. Februar 1744 die Stelle des Kieler Universitätsphysikus bekam. Sein Eintrag in die Matrikel der Universität datiert auf den 14. Juli desselben Jahres. 1743 reiste von Heidenstam als Leibarzt Adolph Friedrichs gemeinsam mit diesem nach Schweden. Nachdem Adolph Friedrich 1751 schwedischer König geworden war, zog von Heidenstam ein Jahr später nach Stockholm und arbeitete als Archiater des Königs.
1770 wurde von Heidenstam in den Adelsstand erhoben und kurz darauf Mitglied der schwedischen Ritterschaft. Bis Lebensende gehörte er auch dem Collegium medicum an.
Von Heidenstam bewegte sich im Konkurrenzkampf des medizinischen Handwerks und der akademischen Ausbildung. Während seiner Zeit an der Kieler Universität repräsentierte er die Chirurgie. Der einzige wissenschaftliche Mediziner zu dieser Zeit war Gottlieb Heinrich Kannegießer. An der Kieler Universität erreichte von Heidenstam nur wenig.

## Familie

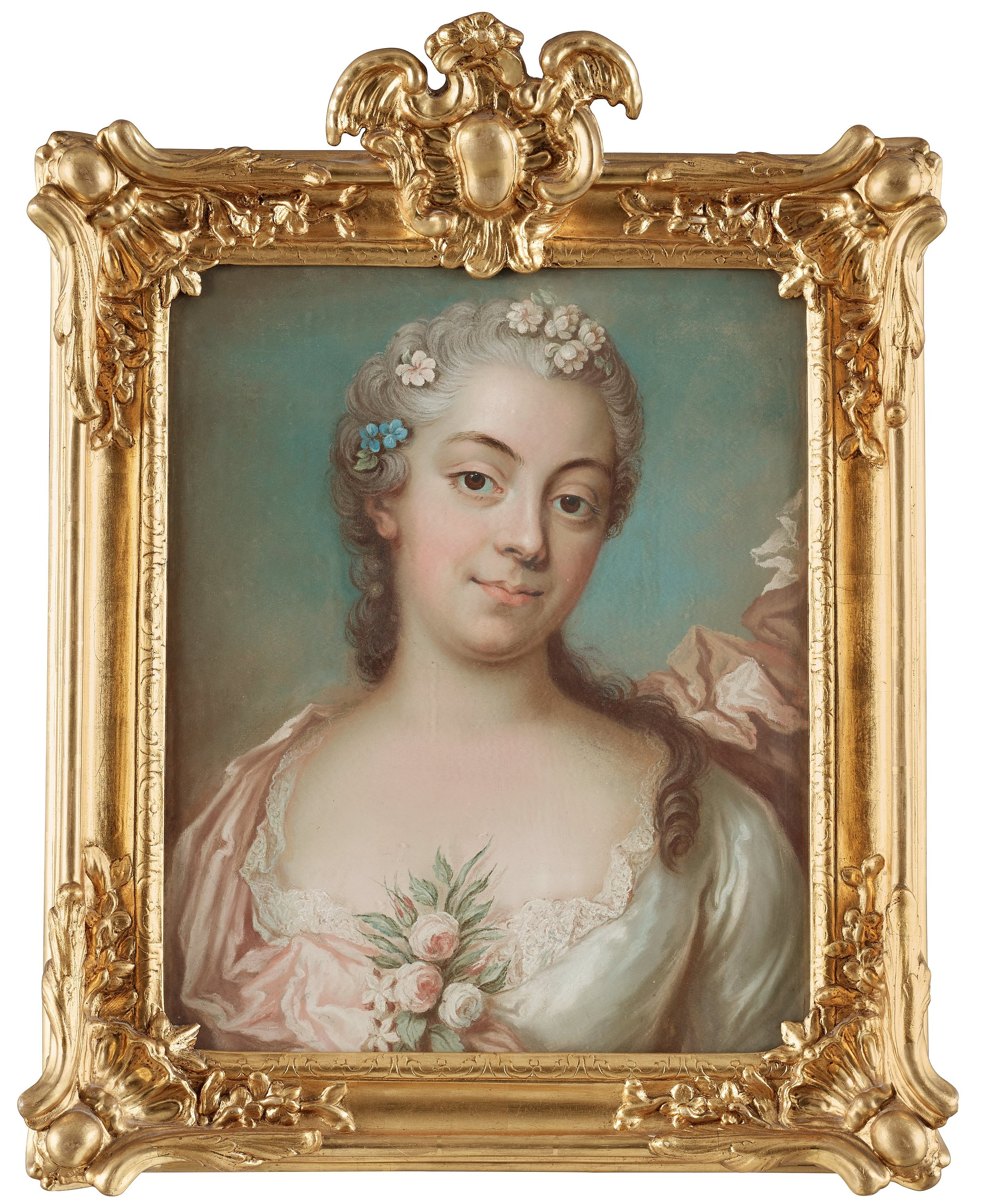
Christina Groen, die zweite Ehefrau

Von Heidenstam heiratete in erster Ehe 1738 in Altenkrempe Christina Magdalena Weber, deren Vater Christian Weber (* 1680 in Bischofswerder in Sachsen; † 1764 in Krusendorf) als Pastor in Altenkrempe wirkte und mit Susanne Ursula, geborene Finke, verheiratet war.
In zweiter Ehe heiratete er 1761 in Stockholm Christina Groen (* 1734 in Stockholm; † 1769 ebenda), deren Vater als Großkaufmann in Stockholm arbeitete und mit Margret Hovet verheiratet war.
Aus beiden Ehen gingen 16 Kinder hervor. Davon sind aus erster Ehe herauszuheben:
- Ernst Joachim Magnus (* 20. April 1745 in Kiel; † 17. August 1789 in Stockholm). Er arbeitete als Dr. med. und wurde später Leibarzt des schwedischen Königs.
- Gerhard Johann Balthasar (* 14. Juni 1747 in Kiel; † 22. Mai 1803 in Stockholm). Er wurde schwedischer Botschafter bei der Pforte in Konstantinopel. Außerdem galt er als wichtiger Orientalist.

Aus der zweiten Ehe stammte Werther Verner von Heidenstam (1763–1852). Er begründete eine jüngere Linie derer von Heidenstams. Zu seinen Enkeln gehörte der Nobelpreisträger Carl Gustav Verner von Heidenstam.